# コリン・レッドグレイヴ
コリン・レッドグレイヴ（Corin Redgrave, 1939年7月16日 - 2010年4月6日）は、イングランドの俳優。父は俳優のマイケル・レッドグレイヴ、母は女優のレイチェル・ケンプソン。姉ヴァネッサ、妹リン、娘ジェマも女優である。

## 略歴
1939年7月16日、ロンドン・メリルボーンで、サイレント映画のスターだった祖父ロイ・レッドグレイヴから続く俳優一家の長男として生まれる。
ウェストミンスター・スクールとケンブリッジ大学キングス・カレッジで教育を受け、1961年、22歳の時、後に姉ヴァネッサの夫となるトニー・リチャードソンのプロデュースによる舞台『夏の夜の夢』で俳優としてのキャリアをスタートさせる。その後、テレビドラマを中心に映画にも出演するようになる。
俳優一家に生まれたものの、父マイケルはもちろん、アメリカの舞台や映画、テレビドラマで活躍している姉ヴァネッサや妹リンに比べると国際的な知名度は低い。
1962年に元モデルのディアドリ・ハミルトン＝ヒルと結婚し、息子ルークと娘ジェマをもうける。後にルークは撮影技師に、ジェマは女優となる。1981年に離婚すると、1985年に女優のキカ・マーカムと再婚。2人の息子ハーヴェイとアーデンをもうける。
姉ヴァネッサ同様に政治活動に積極的で、特に左翼の労働者革命党において強い影響力のあるメンバーだった。2004年にはヴァネッサと共に平和進歩党を結成する。
2010年4月6日、前立腺癌により死去。その約1ヵ月後に妹・リンも死去した。

## 主な出演作品
- わが命つきるとも A Man for All Seasons (1966)
- 遥かなる戦場 The Charge of the Light Brigade (1968)
- 結婚大追跡 La ragazza con la pistola (1968)
- 素晴らしき戦争 Oh! What a Lovely War (1969)
- さすらいの旅路 David Copperfield (1969)
- 八点鐘が鳴るとき When Eight Bells Toll (1971)
- レッド・バロン Von Richthofen and Brown (1971)
- エクスカリバー Excalibur (1981)
- ワーグナー/偉大なる生涯 Wagner (1983) テレビミニシリーズ
- 父の祈りを In the Name of The Father (1993)
- フォー・ウェディング Four Weddings and a Funeral (1994)
- 待ち焦がれて Persuasion (1995)
- エニグマ Enigma (2001)
- クロムウェル〜英国王への挑戦〜 To Kill a King (2003)
- ブラック・レコード〜禁じられた記録〜 Glorious 39 (2009)